# 石坮駅
石坮駅（ソクテえき）は、大韓民国釜山広域市海雲台区にある釜山交通公社4号線の駅である。駅番号は410。
駅周辺がかつてグリーンベルト地帯となっていた影響で、釜山交通公社および釜山都市鉄道の駅の中では最も乗降客数が少ない。釜山交通公社のみならず韓国の地下鉄駅として唯一の無人駅となっている。

## 駅構造
島式ホーム1面2線の高架駅。フルスクリーンタイプのホームドアが設置されている。出口は2箇所に設けられている。

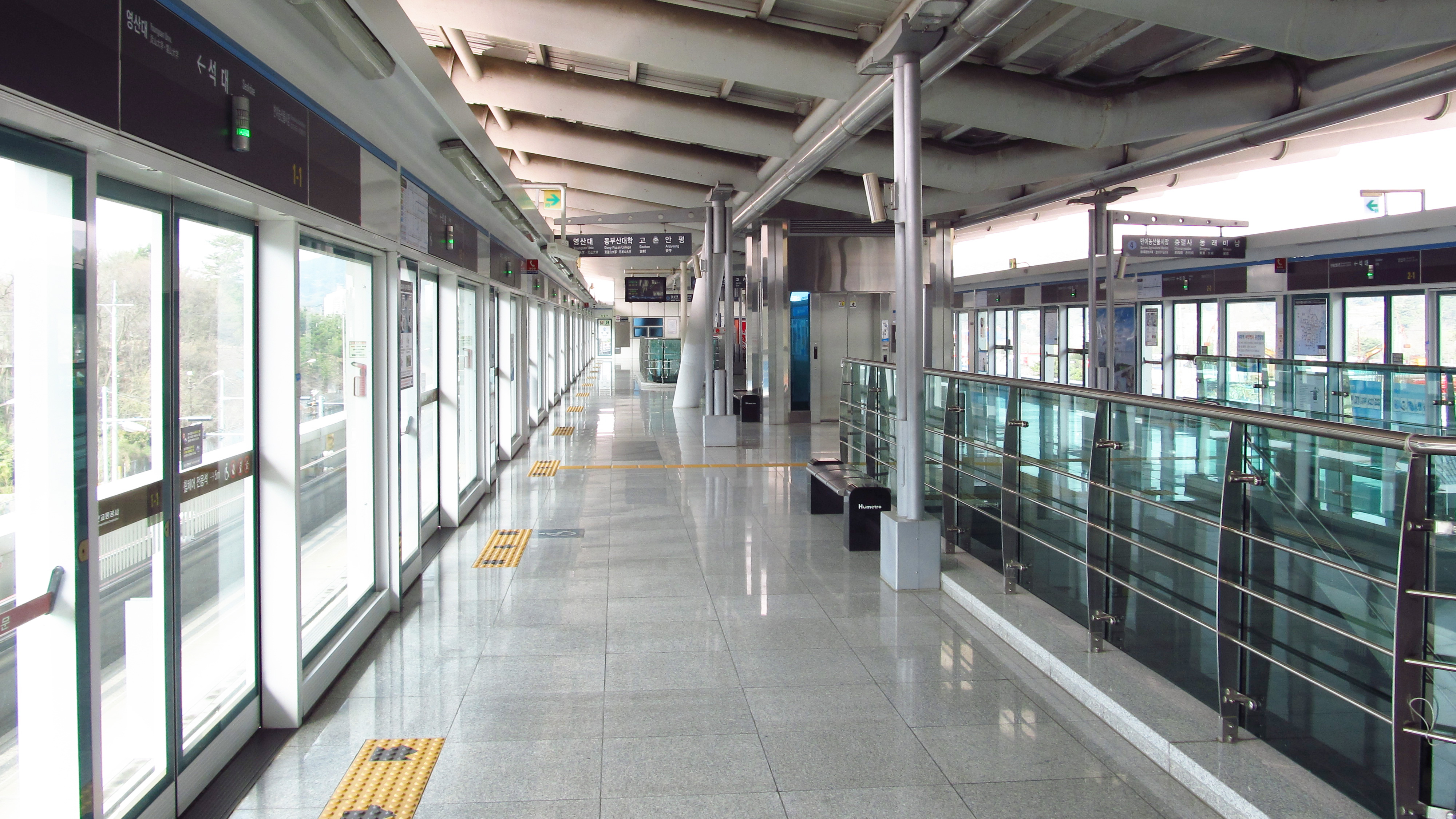
ホーム（2018年4月）
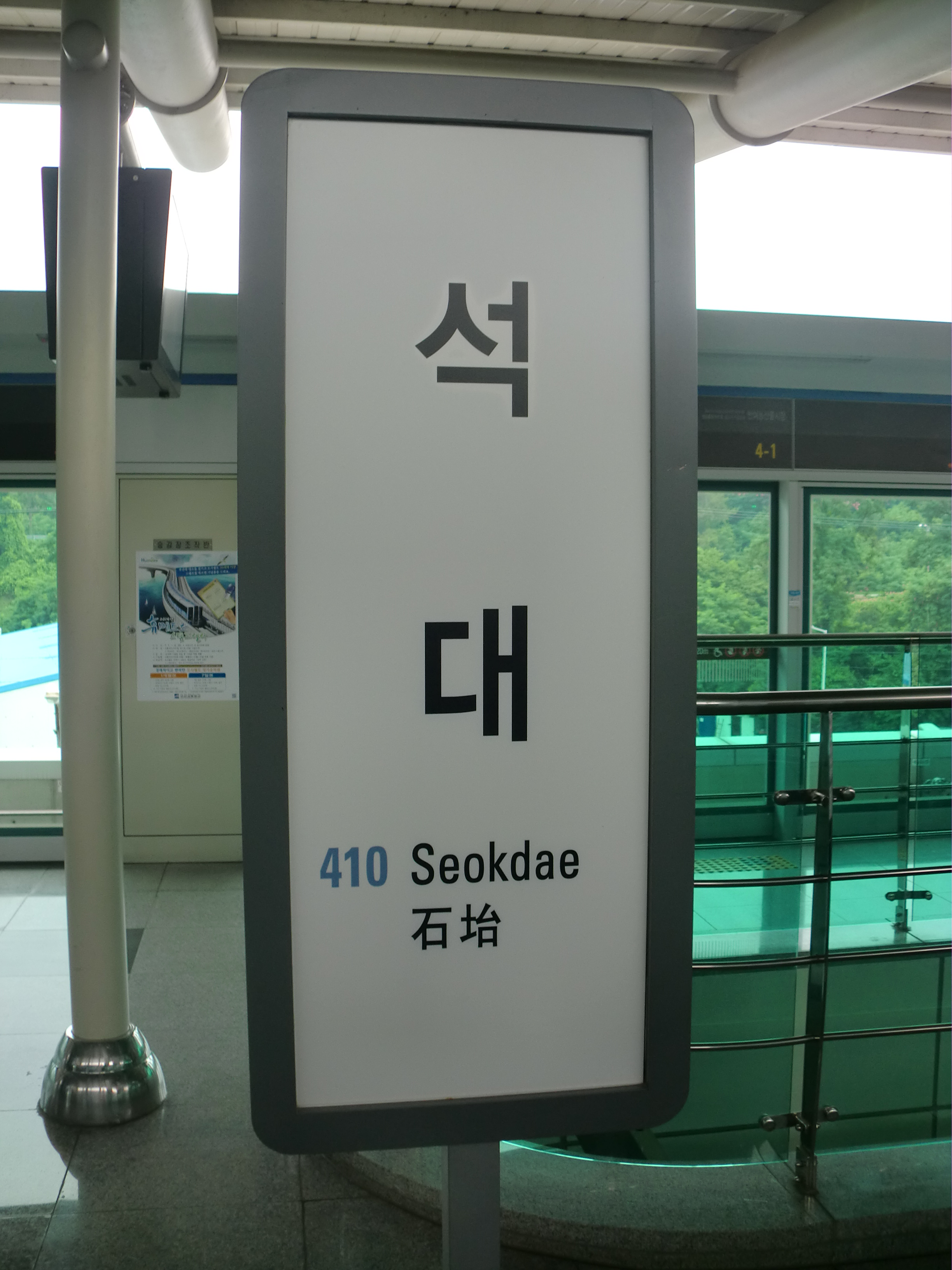
駅名標

### のりば
| 上り | 4号線 | 美南方面 |
| 下り | 4号線 | 安平方面 |

## 歴史
- 2011年3月30日 - 開業[1]。
- 2015年8月24日 - 無人駅化。

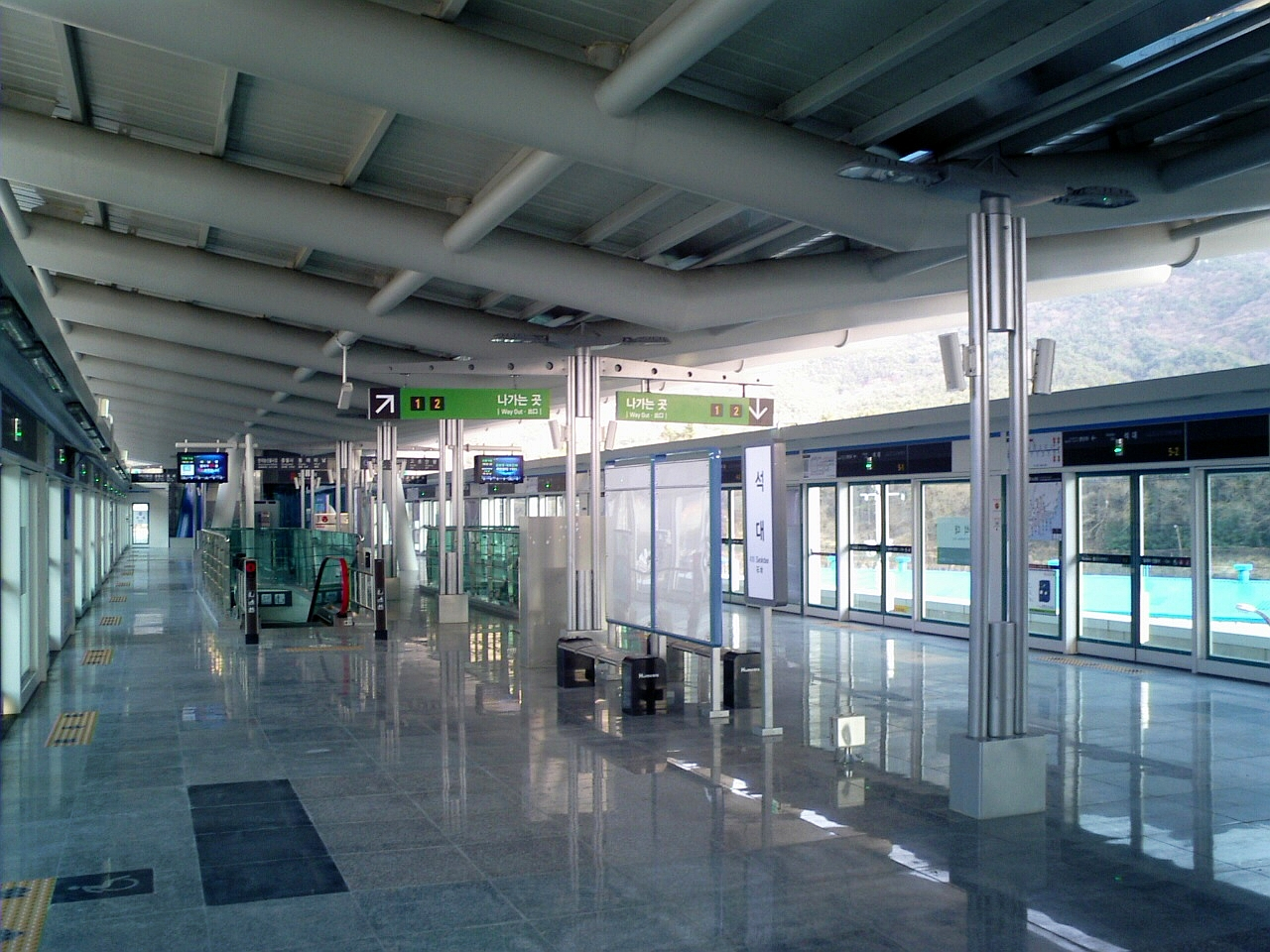
開業前のホーム（2011年3月15日）

## 駅周辺
- 海雲台区資源リサイクルセンター

## 隣の駅
釜山交通公社
 4号線
盤如農産物市場駅 (409) - 石坮駅 (410) - 霊山大駅 (411)